# Börje Tapper
Börje Karl-Anders Tapper (Malmö, Suecia, 20 de mayo de 1922-ibídem, 8 de abril de 1981) fue un jugador y entrenador de fútbol sueco. En su etapa como jugador profesional se desempeñaba como delantero. 
Su hijo Staffan también fue futbolista, y disputó con Suecia las Copas del Mundo de 1974 y 1978.

## Selección nacional
Fue internacional con la selección de fútbol de Suecia en 4 ocasiones y convirtió 7 goles. Formó parte de la selección que obtuvo el tercer lugar en la Copa del Mundo de 1950, pese a no haber jugado ningún partido durante el torneo.

### Participaciones en Copas del Mundo
| Mundial                        | Sede   | Resultado    | Partidos | Goles |
| ------------------------------ | ------ | ------------ | -------- | ----- |
| Copa Mundial de Fútbol de 1950 | Brasil | Tercer lugar | 0        | 0     |

## Clubes

### Como jugador
| Club      | País   | Año       |
| --------- | ------ | --------- |
| Malmö FF  | Suecia | 1939-1950 |
| Genoa CFC | Italia | 1950-1951 |

### Como entrenador
| Club     | País   | Año       |
| -------- | ------ | --------- |
| Lunds BK | Suecia | 1956-1957 |

## Palmarés

### Campeonatos nacionales
| Título         | Club     | País   | Año  |
| -------------- | -------- | ------ | ---- |
| Allsvenskan    | Malmö FF | Suecia | 1944 |
| Copa de Suecia | Malmö FF | Suecia | 1944 |
| Copa de Suecia | Malmö FF | Suecia | 1946 |
| Copa de Suecia | Malmö FF | Suecia | 1947 |
| Allsvenskan    | Malmö FF | Suecia | 1949 |
| Allsvenskan    | Malmö FF | Suecia | 1950 |